# بانسنشوکای
بانسنشوکای (به ژاپنی: 萬川集海) (به معنی دریای هزاران رود به‌هم‌پیوسته)، مجموعه‌ای از دانش نینجا است که نوشتنش را به فوجیبایاشی سابوجی، فوجیبایاشی یاسوتاکه یا فوجیبایاشی یاسویوشی نسبت می‌دهند. این کتاب در ۱۶۷۶ میلادی نوشته شده و دربرگیرنده فلسفه، استراتژی‌های نظامی، نجوم و جنگ‌افزار است.

## بخش‌ها
این کتاب شامل:
- بخش مقدمه
- بخش پرسش و پاسخ
- سرفصل مطالب
- دو بخش درباره افکار و فلسفه
- چهار بخش درباره رهبری
- سه بخش درباره یو
- پنج بخش درباره این
- دو بخش درباره ستاره‌شناسی
- پنج بخش درباره جنگ‌افزار

## نسخه‌ها
دو گونه از این کتاب وجود دارد:
1. نسخه مربوط به کوگا: دربرگیرنده ۲۲ فصل در ده جلد که جلدی اضافه بر آن ضمیمه شده‌است.
2. نسخه مربوط به ایگا: دربرگیرنده ۲۲ فصل در دوازده جلد که چهار جلد به آن ضمیمه شده‌است.

پس از جنگ جهانی دوم برخی از نسخه‌های دست‌نویس آن به مردم معرفی شد که اکنون در کتابخانه‌ها و دانشگاه ملی ژاپن نگهداری می‌شوند. به تازگی برگردان‌هایی از آن‌ها به زبان‌های گوناگون همچون انگلیسی، فرانسوی و آلمانی به چاپ رسیده‌است.